# ريتش هالي
ريتش هالي (بالإنجليزية: Rich Halley)‏ هو عازف جاز أمريكي، ولد في 25 نوفمبر 1947 في بورتلاند في الولايات المتحدة.

## وصلات خارجية
- ريتش هالي على موقع ميوزك برينز (الإنجليزية)
- ريتش هالي على موقع أول ميوزيك (الإنجليزية)
- ريتش هالي على موقع ديسكوغز (الإنجليزية)